# Johann Busmann (Schriftsteller)
Johann Busmann (auch: Johannes Busmann und Bussmann sowie Buschmann oder Busmannus; geboren nach 1490 in Lübbecke oder Hannover; gestorben nach 1564) war ein deutscher evangelischer Geistlicher und Schriftsteller.

## Leben
Johann Busmann wurde im Hochstift Minden geboren, war ein Zeitgenosse des Theologen Martin Luther, den er tief verehrte, und zählte zu den bekannten Gelehrten seiner Zeit.
Busmann besuchte in Münster die dortige Schule unter Timan Camener und Johann Murmel.
1537 hielt sich Busmann mutmaßlich in Wittenberg auf.
Ab 1544 lebte Johann Busmann in Hannover. Hier stand er im Austausch mit den beiden ersten lutherischen Bürgermeistern Anton von Barkhausen und Hinrich Bomhauer, aber auch in freundschaftlicher Beziehung mit Predigern wie Scarabäus, „Christopherus“ und anderen. Busmanns wichtigster hannoverscher Freund war jedoch Anton Corvinus, der ihn aufgrund von Busmanns Poesie an den Landesherrn empfahl, Erich II., Herzog von Braunschweig-Lüneburg. So gab Busmann unter anderem neben einem Carmen de laude Hannoverae („Gedicht zum Lob Hannovers“) auch ein Epithalamium auf die Hochzeit Erichs II. in den Jahren 1544 und 1545 heraus.
Vermutlich war Erichs II. Wechsel zum katholischen Glauben der Grund dafür, dass Busmann „als Lutherischgesinnter“ sich genötigt sah, die Stadt Hannover zu verlassen. Durch sein Wirken in Lübbecke, wo er 1564 noch lebte, förderte er dort das Interesse an Philosophie und die schönen Redekünste.

## Schriften
- Poemata Qvaedam, Vitebergæ: per Nicolaum Schirlentz, 1537; Digitalisat über die Österreichische Nationalbibliothek (ÖNB)
- Expostulatio cum obstinatis Papistis, quod sacri Evangelii doctrinam non recipiunt, eamque praedicari non sinunt, Hannoverae: Henningus Rudenus, 1544; Digitalisat über die ÖNB
- Carmen elegiacum ad illustriss. principem Albertum Marchionem Brandenburgensem ..., Vitebergae: Creutzer, 1545; Digitalisat über die Bayerische Staatsbibliothek (BSB)
- Regimen sanitatis ; Angliae olim regi a schola Salernitana vel Parisiensi scriptum, a praestantissimis quibusque medicis approbatum, nunc Germanicis rhythmis illustratum ..., Vitebergae: Georgium Rhau, 1546; Digitalisat über die BSB
- Carmen elegiacum ad ... principem Guilhelmum ducem Clivensem, Juliacensem, Montensem etc,  Hannoverae: Henningus Rudenus, 1547; Digitalisat über die ÖNB